# Medidas y pesos en la Antigua Roma

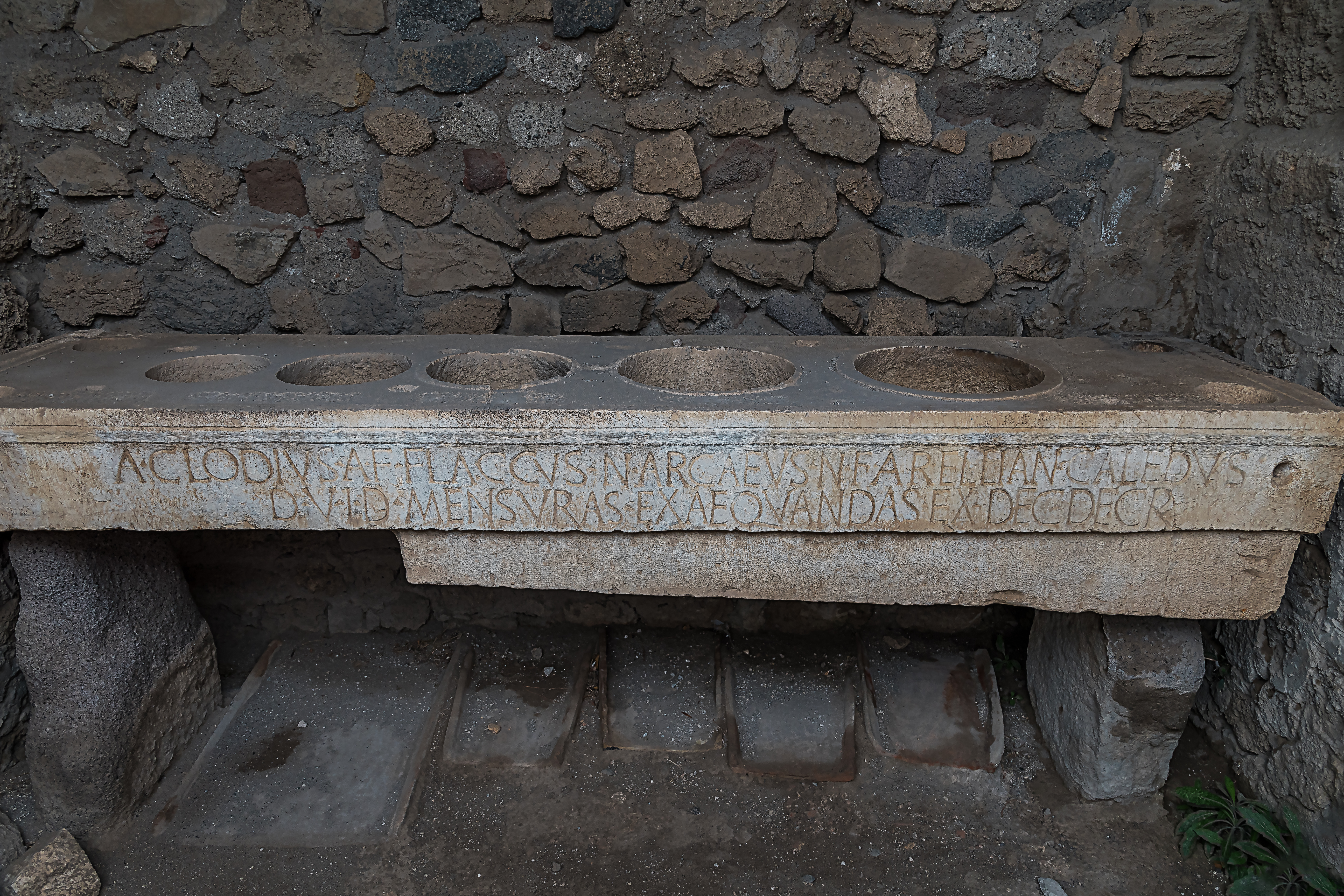
Mensa ponderaria hallada en la ciudad romana de Pompeya.

Los romanos pesaban, contaban y medían en libras, ases y pies respectivamente, todos divididos en doce unidades (por ejemplo, un as son doce unciae). Sin duda, los romanos optaron por el sistema decimal (aún vigente y utilizado desde la época inicial del Antiguo Egipto, hace 5000 años) por poder contar con los dedos de las dos manos (un uno es un dedo, el cinco la mano abierta y el diez las dos manos cruzadas, I-V-X). El uso del sistema duodecimal fue utilizado en Mesopotamia, posiblemente, por el hecho de contar con las falanges de los dedos, porque es un número divisible por 2, por 3, por 4 y por 6 y, tal vez, por estar asociado a los doce ciclos lunares.
En el foro de las ciudades romanas se mantenía custodiada religiosamente la mensa ponderaria, con los patrones para contrastar las medidas y pesos que se utilizaban en las transacciones comerciales.

## Medidas de superficie
Medida de superficie era el acta geodésica (equivalente al trabajo de medio día) y el jugerum (de jugum = ‘yunta’ o ‘yugo’, que equivalía al trabajo de un día completo). Un actus era equivalente a 120 pies cuadrados. Aunque teóricamente medidas de superficie, eran más bien medidas de trabajo. Entre otros, los romanos, los griegos y los egipcios usaban estas medidas.
El heredium correspondía a dos veces una yugada y por tanto, 5039,8m² (alrededor de media hectárea) y 100 heredia era una centuria, que fue la unidad para la delimitación del ager publicus.

## Medidas de longitud

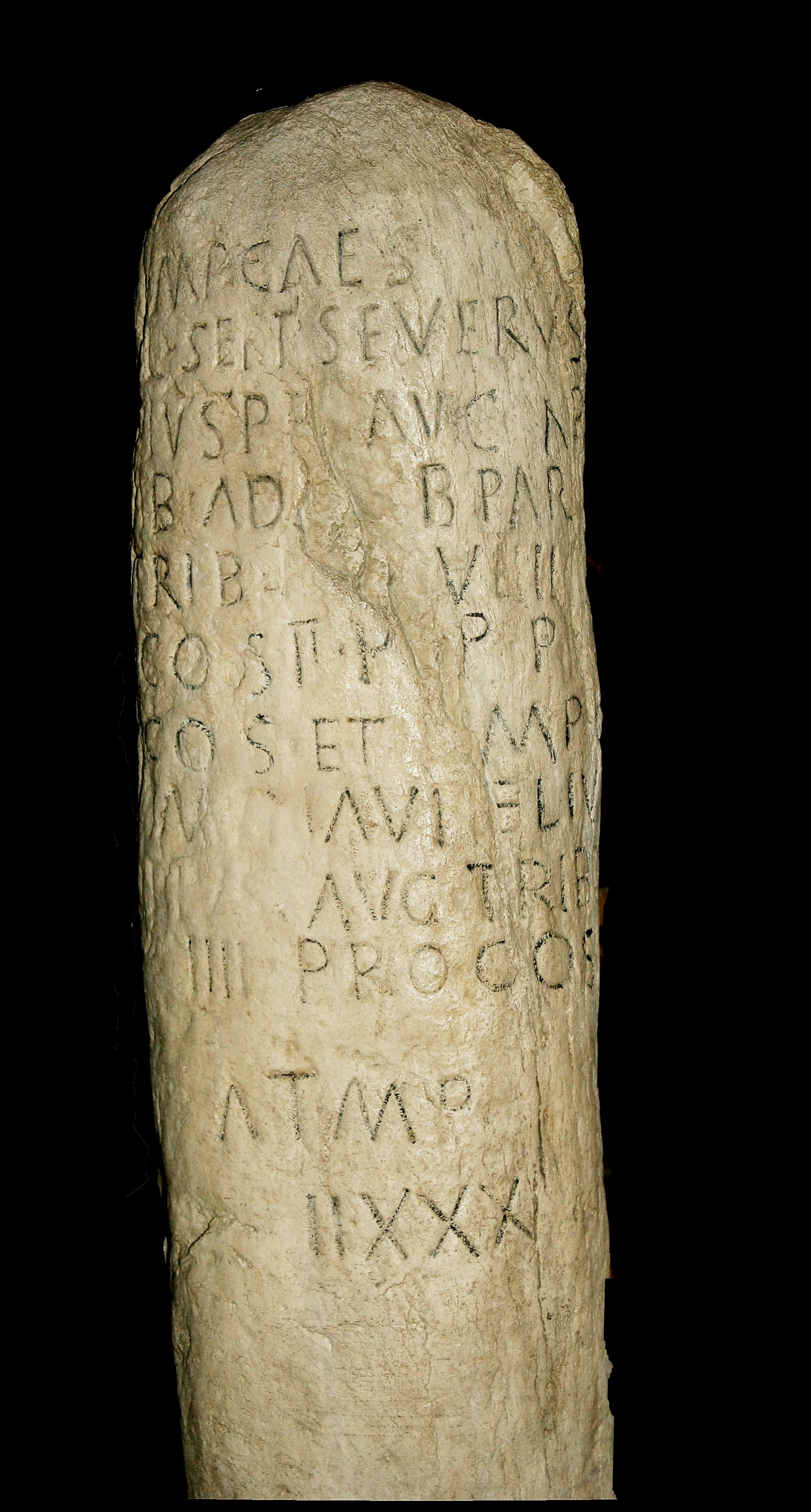
Hito romano en la actual Austria (año 201), que indica una distancia de 28 millas romanas (~41 km) hasta Teurnia.

Inicialmente, la medida básica de longitud romana era el pie (latín: pes; plural: pedes) dividido en doce partes. La relación del pie romano con el pie inglés se remonta al menos a 1647, cuando John Greaves publicó su Discourse on the Romane foot (Discurso sobre el pie romano). Greaves visitó Roma en 1639 y midió, entre otros, el pie en la tumba de Tito Estatilio Aper, la de la estatua de Cossutius que se encontraba en los jardines de Angelo Colocci, el congius de Vespasiano medido anteriormente por Juan Bautista Villalpando (1552-1608). También una serie de varas de medir de latón encontradas en las ruinas de Roma, los adoquines del Panteón, otros edificios romanos antiguos y la distancia entre los hitos de la Vía Apia. Llegó a la conclusión de que el pie "cosutiano" era el "verdadero" pie romano, e informó de estos valores comparados con el patrón de hierro del pie inglés en el Guildhall de Londres.
| Fuente                                                 | Valor notificado en pies inglés | Equivalente métrico |
| ------------------------------------------------------ | ------------------------------- | ------------------- |
| Pie en la estatua de Cossutius                         | 0,967                           | 294,7 mm            |
| Pie en el monumento de Statilius                       | 0,972                           | 296,3 mm            |
| Pie de Villalpando, derivado del congius de Vespasiano | 0,986                           | 300,5 mm            |

William Smith (1851) le da un valor de 0,9708 pies ingleses, o unos 295,9 mm. Un valor moderno aceptado es de 296mm. Ese pie también es llamado pes monetalis para distinguirlo del pes Drusianus (unos 333 o 335 mm) usado a veces en algunas provincias, particularmente Germania Inferior.
La milla romana equivalía a la distancia recorrida con mil pasos (en latín: mille passus, plural: milia passuum). Se medía por cada dos pasos, como la distancia total del pie izquierdo golpeando el suelo 1000 veces. Al marchar los ejércitos romanos por un territorio inexplorado, a menudo clavaban un palo tallado en el suelo después de cada 1000 pasos. 
Más tarde, por influencia griega, se cambiaron las unidades (persistiendo solo las de superficie) y el pie romano que era 24/25 partes del griego, fue igualado a este. El pie romano se subdividía, al igual que el pous griego, en 16 digiti o dedos, en 12 unciae o pulgadas o también, la división en cuatro partes (palmus). Sexto Julio Frontino escribe en el siglo I a. C. que el digitus se utilizaba en Campania y en la mayor parte de Italia.

## Medidas de peso

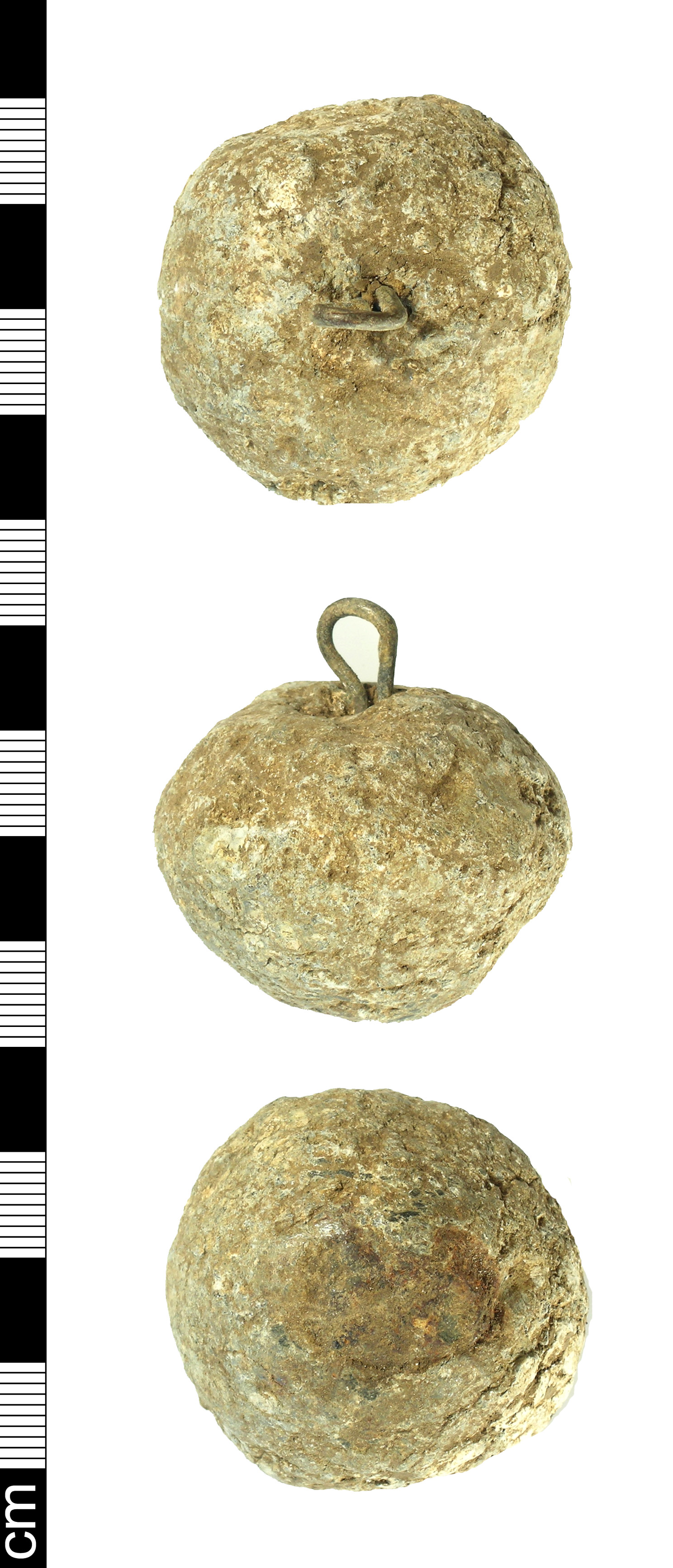
Pesa de plomo de un dodrans, es decir, 3/4 libra- Mide 42,7 mm de diámetro y 43,5 mm de altura.

Las unidades de peso o masa se basaban principalmente en factores de 12. Varios de los nombres de las unidades eran también los nombres de las monedas durante la República romana y tenían el mismo valor fraccionario de una unidad base mayor: la libra para peso y el as para moneda. 
Las estimaciones modernas de la libra oscilan entre 322 y 329 g, con 5076 granos o 328,9 g como una cifra aceptada. Inicialmente la libra estaba dividida en doce partes, denominadas uncia (onza), que, a su vez, se dividía en 24 escrúpulos.

El as se redujo de 12 unciae a 2 tras la primera guerra púnica, a 1 uncia durante la segunda guerra púnica y a media uncia en la Lex Papiria de 131 a. C.
Los pesos se pusieron también en concordancia con los griegos y cuatro libras romanas pasaron a valer tres minas áticas.

Las divisiones de la libra romana eran:
| uncia | 1⁄12 libra  | 27.4 g  | lit. "un duodécimo"                    |
| sescuncia o sescunx | 1⁄8 libra   | 41.1 g  | lit. "un doceavo y medio"              |
| sextans | 1⁄6 libra   | 54.8 g  | lit. "un sexto"                        |
| quadrans teruncius | 1⁄4 libra   | 82.2 g  | lit. "un cuarto" lit. "triple doceavo" |
| triens | 1⁄3 libra   | 109.6 g | lit. "un tercio"                       |
| quincunx | 5⁄12 libra  | 137.0 g | lit. "cinco doceavos"                  |
| semis o semissis | 1⁄2 libra   | 164.5 g | lit. "un medio"                        |
| septunx | 7⁄12 libra  | 191.9 g | lit. "siete doceavos"                  |
| bes o bessis | 2⁄3 libra   | 219.3 g | lit. "dos [partes] de un as"           |
| dodrans | 3⁄4 libra   | 246.7 g | lit. "menos un cuarto"                 |
| dextans | 5⁄6 libra   | 274.1 g | lit. "menos un sexto"                  |
| deunx | 11⁄12 libra | 301.5 g | lit. "menos un doceavo"                |
| libra |             | 328.9 g | lit. "balance"                         |
| Excepto donde se anota, basado en Smith (1851). Los equivalentes métricos son aproximados, convertidos a 1 libra = 328,9 g. |             |         |                                        |

## Medidas de capacidad romanas

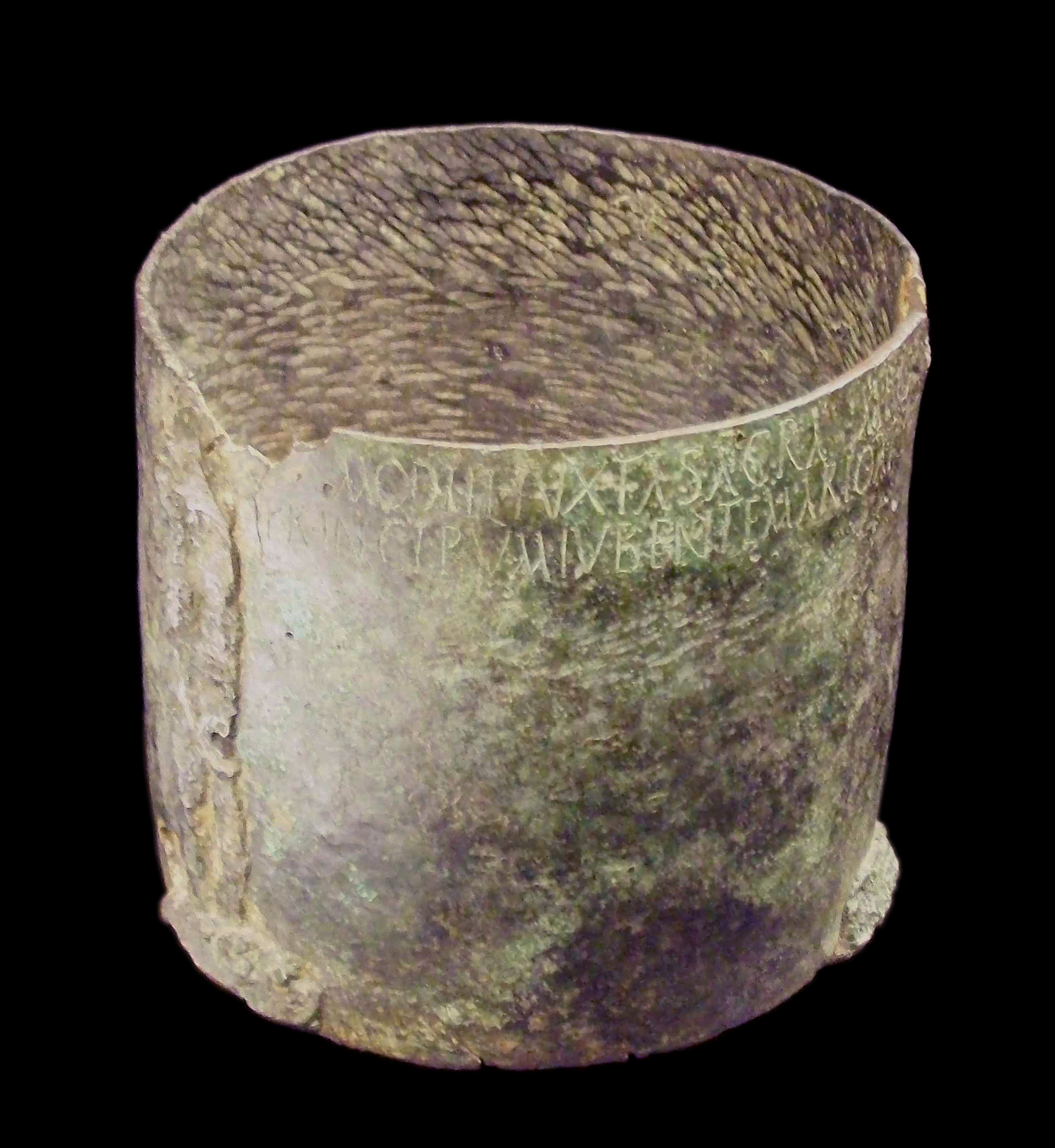
Modio de Ponte Puñide (M.A.N., Madrid).

No se conocen los nombres primitivos de las medidas de los sólidos.
Las medidas de los cuerpos fueron tomadas también del griego:
- Modius (1 modius = 8,754 litros).
- Semodii (0,5 modius o 4,377 litros).
- Congius (3 congius = 1 modius).
- Hemina (igual a medio sextarius, o sea 32 hemina = 1 modius; o 1 hemina = 0,274 litros).
- Acetabalum (un cuarto de hemina, o sea, 128 acetabalum = 1 modius o 1 acetabalum = 0,068 litros).
- Cyathus (192 cyathus = 1 modius).
- Se mantuvieron el quartarii (64 quartarii = 1 modius; o 1 quartarii = 0,137 litros) y el sextarius (16 sextarius = 1 modius o 1 sextarius = 0,547 litros).

El congius, el sextarius y el cyathus eran medidas de líquidos, y las dos últimas servían también para los sólidos.